# Kampioenschap van Vlaanderen 1972
Il Kampioenschap van Vlaanderen 1972, cinquantasettesima edizione della corsa, si svolse il 14 settembre 1972 su un percorso di 150 km, con partenza e arrivo a Koolskamp. Fu vinto dal belga Patrick Sercu della Dreher davanti ai suoi connazionali Eddy Merckx e Walter Godefroot.

## Ordine d'arrivo (Top 10)
| Pos. | Corridore           | Squadra             | Tempo    |
| ---- | ------------------- | ------------------- | -------- |
| 1    | Patrick Sercu       | Dreher              | 3h35'00" |
| 2    | Eddy Merckx         | Molteni             | s.t.     |
| 3    | Walter Godefroot    | Peugeot-BP-Michelin | a 1'30"  |
| 4    | Eddy Moreels        | Hertekamp           | s.t.     |
| 5    | Willy Van Neste     | Beaulieu-Flandria   | s.t.     |
| 6    | Ludo Van Der Linden | Molteni             | s.t.     |
| 7    | Jan Serpenti        | Wybert-Läkerol      | s.t.     |
| 8    | Roger De Vlaeminck  | Dreher              | s.t.     |
| 9    | Daan Holst          | Novy-Dubble Bubble  | s.t.     |
| 10   | Eddy Goossens       | Siriki-Munck-Gitane | s.t.     |